# 血腥玛丽猪笼草
血腥玛丽猪笼草（学名：Nepenthes 'Lady Luck'=N. 'Bloody Mary'），又称红宝石猪笼草，幸运女神猪笼草，是一个由苹果猪笼草（N. ampullaria）的红色个体和葫芦猪笼草（N. ventricosa）（也有一说是显目猪笼草和葫芦猪笼草的杂交种）的红色个体杂交得到的人工杂交种。该品种最早以Nepenthes 'Bloody Mary'的名称被命名并出售，直到后来被正式命名为Nepenthes 'Lady Luck'。
该人工培育品种来自Borneo Exotics苗圃，编号BD-01，是在2007年引入某次组织培养的一批种子中生长出的102个不同个体中的第66号组织培养的产物，其亲本均来自Borneo Exotics苗圃。目前已经作为一种廉价的猪笼草被广泛栽培。

## 形态特征
血腥玛丽猪笼草为直立至攀缘或亚攀缘灌木，叶片略革质，基生叶近无柄，新生叶鞘及叶耳有时呈红色；叶长椭圆形。幼年捕虫笼基部卵形，上部圆柱状；成熟下位笼基部与上端近乎齐宽，笼盖有后翻趋势。下位笼笼笼壁外侧红色，基部略显淡绿色，光线不足时通体浅红色或浅绿色至白色，幼年笼具自基部向上延伸的不规则浅绿色斑点；笼壁薄，笼唇深红色至红色，宽大且内趋，成熟下位笼唇外侧略微外翻呈波浪状，具不明显深色花纹。上位笼较少见，呈漏斗状，颜色略浅，笼唇深红色至白色，花纹明显。

## 栽培
血腥玛丽猪笼草是一种比较容易栽培的猪笼草，它具有较强的温度适应性，还可以在散射光养护的条件下结出漂亮的红色捕虫笼。这对于新手和不能为猪笼草提供理想条件的种植者来说十分友好
据传，血腥玛丽猪笼草会在强光直射和缺乏通风的情况下有可能发生真菌感染。

## 相关种类
夏洛特在《食虫植物观赏&栽培图鉴》中介绍过一种不同于血腥玛丽猪笼草的葫芦猪笼草与苹果猪笼草杂交个体，该个体捕虫笼与血腥玛丽猪笼草近似，只是笼身是绿色，并且比较脆弱，很容易因为一些小原因而死去。其他葫芦猪笼草与苹果猪笼草的园艺杂交个体也被发表过。
由Borneo Exotics苗圃选育的红色捕虫笼个体的苹果猪笼草的其他猪笼草的杂交种也具有类似的下位笼，包括辛布亚猪笼草与葫芦猪笼草的杂交种[戴安娜猪笼草(N. × ‘Diana’)]，暗色猪笼草（编号BE-3941）和罗伯坎特利猪笼草。